# Burgruine Tautenburg

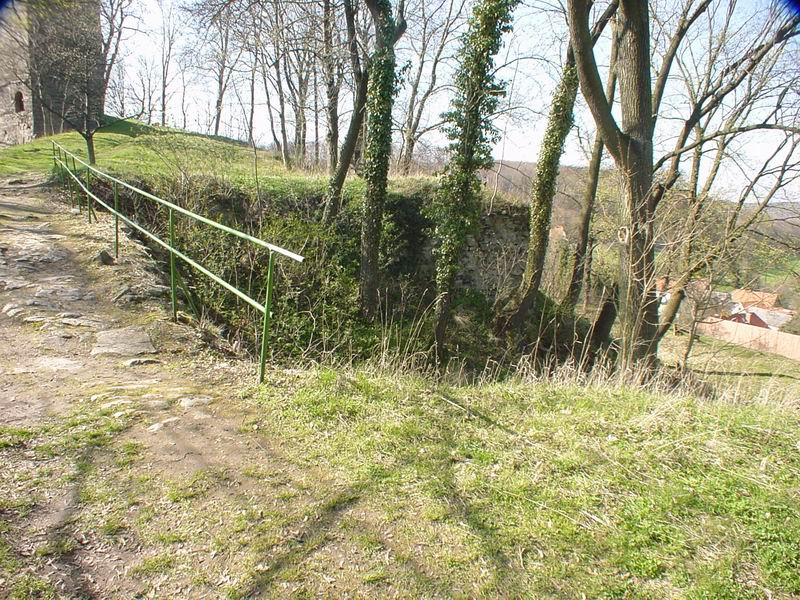
Tautenburg, Abschnittsgraben der Hauptburg

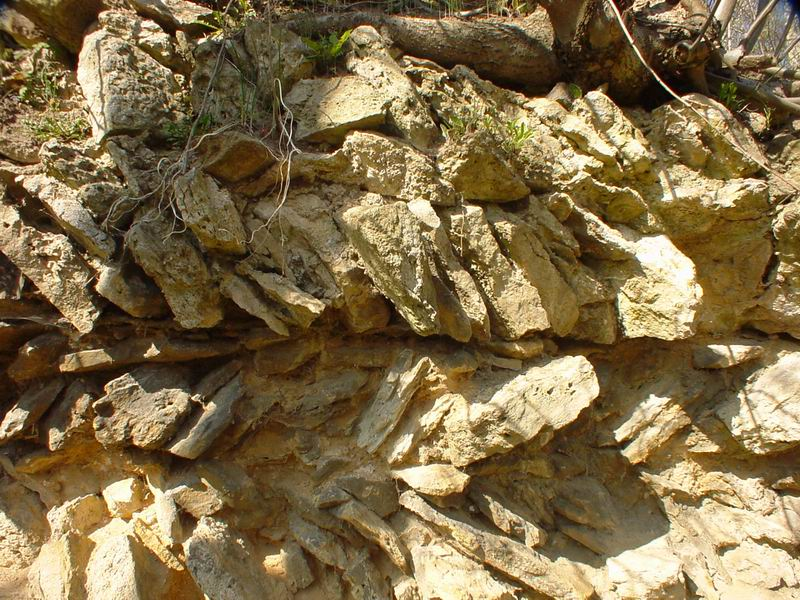
Tautenburg, Opus-spicatum-Mauerwerk der Ringmauer der Hauptburg

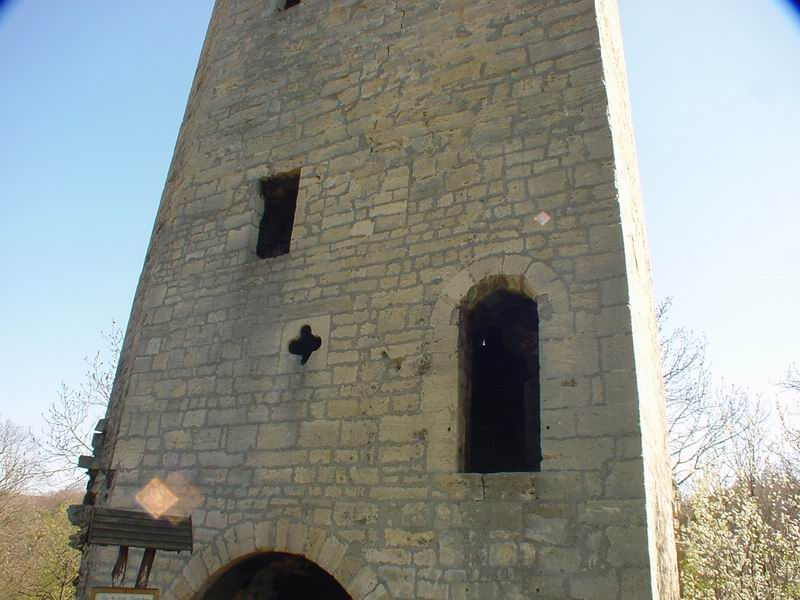
Tautenburg, rundbogiger hochgelegener Einstieg und Vierpassfenster am Torturm

Die Burgruine Tautenburg ist die Ruine einer Spornburg auf 272 m ü. NN etwa elf Kilometer nordöstlich von Jena inmitten des Tautenburger Forstes auf einem kleinen Bergsporn, um den sich die gleichnamige Gemeinde Tautenburg U-förmig herumgelegt hat.

## Geschichte
Es wird häufig angenommen, dass die Anlage bereits um die Mitte des 12. Jahrhunderts als Burg eines Reichsministerialengeschlechts entstanden sei. Dies stützt sich fast ausschließlich auf einen schon Ende des 19. Jahrhunderts behaupteten Zusammenhang mit einem in der Überlieferung des Arnolds von Quedlinburg genannten Ort Tutenberc, der in der Geschichte der Vögte von Weida eine Rolle spielte. Dieser kann zwar nicht völlig ausgeschlossen werden, erscheint jedoch wenig wahrscheinlich. Angesichts der allgemeinen Burgenentwicklung in der Region ist es allerdings durchaus möglich, dass in der Mitte oder zweiten Hälfte des 12. Jahrhunderts hier eine Burg gegründet wurde. Dies ist eine Zeit, in der im mittleren Saaletal eine Vielzahl von Burgen neu angelegt oder umgebaut wurde, es sei nur auf die obere Lobdeburg (vor 1166), Burg Camburg (ab ca. 1133) und Burg Gleißberg (Kunitzburg) verwiesen.
Archäologische Funde und Befunde, die Aufschluss über das Alter der Anlage geben könnten, liegen bisher nicht vor bzw. wurden nicht vorgelegt, so dass eine Entscheidung zunächst noch offenbleiben muss.
Die Burg wird erstmals 1223 urkundlich genannt. In der Bestätigungsurkunde einer Stiftung werden die Edlen Tuto von Tautenburg (Tutenberc) und sein gleichnamiger Sohn sowie dessen Vettern (consobrini eius), darunter ein weiterer Tuto von Kohren, erwähnt. Die Stiftung geschieht zum Seelenheil ihrer verstorbenen Neffen Tuto und Friedrich. Tuto ist offensichtlich der Leitname des älteren Geschlechts und wahrscheinlich gab er auch der Burg den Namen. Allerdings bleibt unklar, in welcher Generation der Name hier bereits vorkommt. Der 1223 erstgenannte Tuto muss nicht zwangsläufig der erste der Familie sein, es kann theoretisch auch ein, zwei oder gar mehrere Generationen älterer Tuto der Gründer sein. So erscheint z. B. schon in der Bestätigungsurkunde des Bischofs Udo von Naumburg möglicherweise ein Tuto, hier existieren jedoch auch andere Lesungen wie Udo.
1227 wird der Ritter Tuto von Tautenburg erneut im Zusammenhang mit einer Schenkung erwähnt. Die Tautenburg hat sich zu diesem Zeitpunkt in der Hand der Herren von Lobdeburg-Saalburg befunden. Kurz darauf, noch vor 1232, ging sie zunächst als lobdeburgisches Afterlehen an die Schenken von Vargula. Nach dem Tod Hartmanns von Lobdeburg-Saalburg  wurden diese 1243 durch Kaiser Friedrich II. mit der Tautenburg belehnt und eine Nebenlinie benannte sich nach der Tautenburg (urkundlich erstmals 1244).
1343 mussten die Tautenburger ihre Burg von den Grafen von Schwarzburg, 1345 von den Wettinern zu Lehen nehmen. Die hier ansässige jüngere Linie der Schenken erlosch 1640. Die albertinischen Wettiner zogen die Herrschaft als erledigtes Lehen ein und nutzten die Burg bis 1776 als kurfürstlichen Amtssitz (Amt Tautenburg). 1780/81 wurde die Bausubstanz bis auf einige Reste abgetragen und die Steine für den Bau des Schlosses und des Justiz- und Rentamtes in Frauenprießnitz verwendet.

## Erhaltener Baubestand und Datierung
Die Anlage gliedert sich in zwei Teile, von denen noch einige Gräben und Terrassierungen zu erkennen sind. Erhalten ist in der Südostecke des westlichen, älteren Teils ein fünfeckiger Torturm mit Zinnenkranz und Tordurchfahrt, der oft irrtümlich als Bergfried bezeichnet wird. Seine zeitliche Einordnung ist unklar, zumeist wird er in die erste Hälfte des 13. Jahrhunderts datiert, was sich jedoch offensichtlich an der Ersterwähnung orientiert. Ein Mauerstück mit Opus spicatum und ohne Kalkmörtel könnte für frühere Entstehung sprechen, aber eine solche Mauertechnik ist auch noch nach 1200 und bis zur Mitte des 13. Jahrhunderts möglich. Eine weitere Datierungsstütze ist ein kleines Vierpassfenster, das ebenfalls ungefähr ins zweite Drittel des 13. Jahrhunderts datiert. Der Torturm könnte daher auch mit Neu-, Um- oder Ausbauten durch den Schenk Rudolf II. von Vargula nach dem Erwerb der Burg in den 1230er und 40er Jahren in Zusammenhang stehen. Dies gilt auch für starke Mauerreste eines Nordostflügels, der angeblich die in einer Bauinschrift zum Jahr 1232 genannte Kapelle beherbergt hat. Im Westen schloss sich an den Turm ein dreigeschossiger Wohnbau an, der an der Nordseite Erkertürmchen gehabt haben soll.